# Gilbert (rzeka)
Gilbert, Gilbert River – częściowo okresowa rzeka w północnej Australii, w Queenslandzie.
Wypływa z zachodnich stoków Wielkich Gór Wododziałowych. W górnym i środkowym biegu jest okresowa. Uchodzi do Morza Arafura w Zatoce Karpentaria.